# Парламентские выборы в Хорватии (2011)
Парламентские выборы, в ходе которых был избран 151 депутат в хорватский парламент, состоялись в воскресенье 4 декабря 2011 года в Хорватии и 3 и 4 декабря 2011 г. в дипломатических и консульских представительствах Республики Хорватии за рубежом. Это были седьмые парламентские выборы в Хорватии с момента обретения ею независимости.
Выборы проводились в 10 избирательных округах по Хорватии (каждый из которых выдвигает 14 депутатов парламента), в одном избирательном округе для хорватских граждан, проживающих за рубежом (даёт 3-х членов парламента), и в одном избирательном округе для национальных меньшинств (8 членов парламента). Для того чтобы быть представленными в парламенте, списки кандидатов должны получить более 5 % голосов хотя бы в одном избирательном округе.
Выборы привели к громкому проигрышу правящего Хорватского демократического союза под руководством премьер-министра Ядранки Косор, получившего наименьшее количество мест за всю свою историю. Левоцентристская коалиция четырёх партий Кукурику во главе с социал-демократами победила на выборах с более чем убедительным результатом, достигнув абсолютного большинства с 78-я избранными депутатами.

## Результаты
| Избирательный список                                        | Голоса    | %    | Места |
| ----------------------------------------------------------- | --------- | ---- | ----- |
| Социал-демократическая партия Хорватии (SDP)                | 958 312   | 40,0 | 61    |
| Хорватская народная партия — Либеральные демократы (HNS-LD) | 958 312   | 40,0 | 13    |
| Хорватская партия пенсионеров (HSU)                         | 958 312   | 40,0 | 3     |
| Демократическая ассамблея Истрии (IDS-DDI)                  | 958 312   | 40,0 | 3     |
| Хорватское демократическое содружество (HDZ)                | 563 215   | 23,5 | 44    |
| Хорватская гражданская партия (HGS)                         | 563 215   | 23,5 | 2     |
| Демократический центр (DC)                                  | 563 215   | 23,5 | 1     |
| Хорватские лейбористы — Партия труда (HL-SR)                | 121 785   | 5,1  | 6     |
| Хорватский демократический союз Славонии и Бараньи (HDSSB)  | 68 995    | 2,9  | 6     |
| Независимый список Ивана Грубишича                          | 66 266    | 2,6  | 2     |
| Хорватская крестьянская партия (HSS)                        | 71 450    | 3,0  | 1     |
| Хорватская партия права д-ра Анте Старчевича (HSP)          | 66 150    | 2,8  | 1     |
| Хорватская партия права (HSP)                               | 72 360    | 3,0  | -     |
| Хорватская социал-либеральная партия (HSLS)                 | 71 077    | 3,0  | -     |
| Остальные                                                   |           | 13,9 | -     |
| Независимая демократическая сербская партия (SDSS)          | -         | -    | 3     |
| Другие национальные меньшинства                             | -         | -    | 5     |
| Всего                                                       | 2 394 638 |      | 151   |

| Партия / Избирательный округ                     | I | II | III | IV | V | VI | VII | VIII | IX | X | XI | XII |
| ------------------------------------------------ | - | -- | --- | -- | - | -- | --- | ---- | -- | - | -- | --- |
| СДП-ХНП-ЛД-ДАИ-ХПП                               | 9 | 8  | 10  | 6  | 6 | 9  | 9   | 11   | 6  | 6 | —  | 1   |
| ХДС / ХДС-ДЦ / ХДС-Хорватская гражданская партия | 4 | 4  | 3   | 4  | 6 | 4  | 4   | 2    | 8  | 5 | 3  | —   |
| Партия труда                                     | 1 | 1  | 1   | 0  | 0 | 1  | 1   | 1    | 0  | 0 | —  | —   |
| ХДССБ                                            | — | —  | —   | 4  | 2 | —  | —   | —    | —  | — | —  | —   |
| СДСП                                             | — | —  | —   | —  | — | —  | —   | —    | 0  | — | —  | 3   |
| Независимый список Ивана Грубишича               | 0 | 0  | 0   | 0  | — | 0  | 0   | 0    | 0  | 2 | —  | —   |
| ХСП                                              | 0 | 1  | 0   | 0  | 0 | 0  | 0   | 0    | 0  | 0 | —  |     |
| Хорватская партия права д-ра Анте Старчевича     | 0 | 0  | 0   | 0  | 0 | 0  | 0   | 0    | 0  | 1 | 0  | —   |
| Другие нацменьшинства                            | — | —  | —   | —  | — | —  | —   | —    | —  | — | —  | 4   |